# Draftsight
DraftSight je CAD software od společnosti Dassault Systèmes, který je společně s AutoCADem nejrozšířenější na světě. Umožňuje vytváření, načítání, ukládání a sdílení souborů DWG a DXF. Produkt DraftSight byl dříve v základní verzi dostupný zdarma, avšak společnost v roce 2019 přistoupila ke změně licenční politiky a veškeré neplacené verze zrušila. Zdarma dostupná verze pak zcela přestala fungovat ke dni 31.12.2019. Zároveň byl název produktu rozšířen na "DraftSight® 2D CAD Drafting and 3D Design Software".

## Typy licencí DraftSight
DraftSight je k dispozici ve třech lokálních a dvou síťových licencích. Všechny jsou platné po dobu platby předplatného (webová stránka produktu udává ceny pro roční předplatné). Níže uvedené jsou pouze lokální licence programu.

### DraftSight Standard
Je od doby zrušení bezplatné verze (dříve označované jako "Free") název pro nejnižší poskytovanou licenci produktu, je doporučována pro studenty a domácí uživatele.

### DraftSight Professional
Je rovněž placená verze produktu, která rozšiřuje funkce DraftSight o celou řadu funkcí, jako například knihovny návrhů, porovnání výkresů, dávkový tisk, podpora formátu DNG, generátor G-kódu, PDF podklad, databáze normalizovaných součástí a programovací rozhraní.
Je již doporučována pro firemní použití.

### DraftSight Premium (includes 3D)
Je rovněž placená verze produktu, která, jak název napovídá, obsahuje navíc funkce pro práci s 3D modely a geometrické vazby s parametrickými kvótami.
Je doporučována pro firemní použití.

## Technické informace

### Možnosti importu a exportu formátů DWG a DXF
Podporovanými formáty souborů jsou *.dwg a *.dxf. V obou případech DraftSight poskytuje kompatibilitu se soubory od verze R12 až po nejnovější.

### Aktivace DraftSight
DraftSight vyžaduje po svém spuštěni aktivaci. Aktivaci můžete provést kdykoliv během následujících 30 dní. Pro aktivaci je vyžadováno připojeni k internetu a platná emailová adresa, na kterou bude odeslán aktivační email.
Aktivace DraftSight je vázána na uživatele (uživatelský učet), nikoliv na konkrétní počítač. Pokud je na jednom počítači používáno vice uživatelských účtů, tak je nutné aktivovat DraftSight pod každým účtem zvlášť. Aktivaci je dále nutné zopakovat po šesti a dvanácti měsících používání DraftSight a pak znovu každý rok. Aktivace je vyžadována z důvodů statistik společnosti Dassault Systemes.

### Podporované jazyky
Angličtina, zjednodušená čínština, tradiční čínština, čeština, francouzština, němčina, italština, španělština, japonština, korejština, polština, portugalština, turečtina a ruština.

### Systémové požadavky
DraftSight je kompatibilní s operačními systémy Microsoft Windows, MAC OS X a Linux (Fedora a Ubuntu). Od verze 2015 nepodporuje Windows XP.

#### Doporučené systémové požadavky DraftSight
- Operační systém Windows 7 32bit i 64bit, Windows 8 a 10 pouze 64bit (+ Linux a Mac OS)
- Procesor Intel Core i5, AMD Athlon/Phenon X4 nebo lepší
- Volné místo na pevném disku 1GB
- Velikost operační paměti RAM 8GB
- Grafická karta s podporou 3D akcelerace (OpenGL verze 3.2 nebo novější)

## Historie vývoje
V roce 2005 začala německá společnost Graebert GmbH vyvíjet 2D CAD software s názvem ARES, který v roce 2010 uvedla na trh. O několik měsíců později jej koupila společnost Dassault Systèmes a začala s distribucí pod názvem DraftSight.
| Verze produktu                                     | Datum vydání  |
| -------------------------------------------------- | ------------- |
| DraftSight V1R1                                    | Únor 2011     |
| DraftSight V1R2                                    | Duben 2012    |
| DraftSight V1R3                                    | Říjen 2012    |
| DraftSight V1R4                                    | Září 2013     |
| DraftSight V1R5                                    | Prosinec 2013 |
| DraftSight 2015                                    | Září 2014     |
| DraftSight 2016                                    | Únor 2016     |
| DraftSight 2017                                    | Listopad 2016 |
| DraftSight 2018                                    | Říjen 2017    |
| DraftSight® 2D CAD Drafting and 3D Design Software | Leden 2019    |